# Diuris punctata
Diuris punctata là một loài thực vật có hoa trong họ Lan. Loài này được Sm. mô tả khoa học đầu tiên năm 1804.

## Hình ảnh

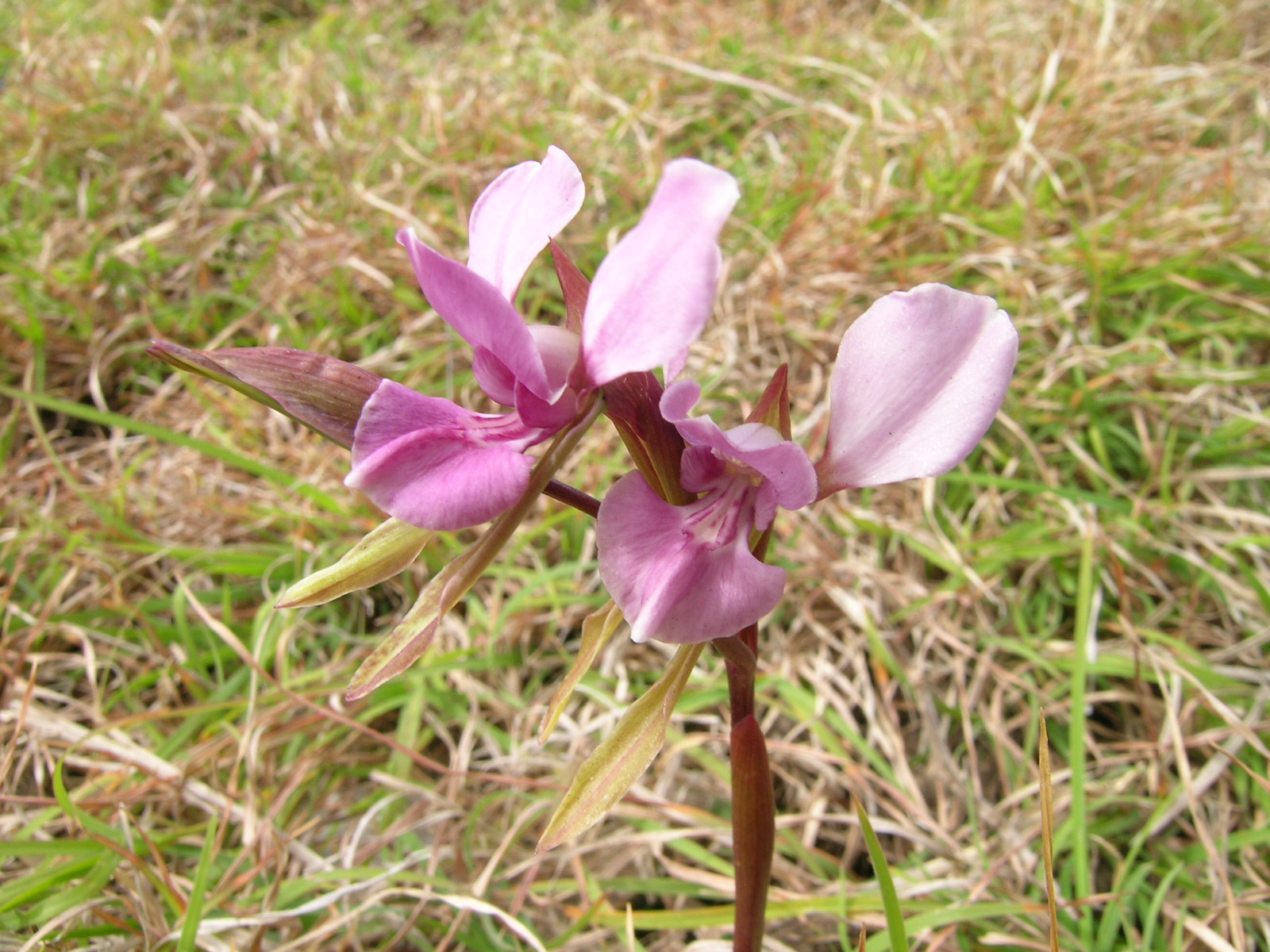
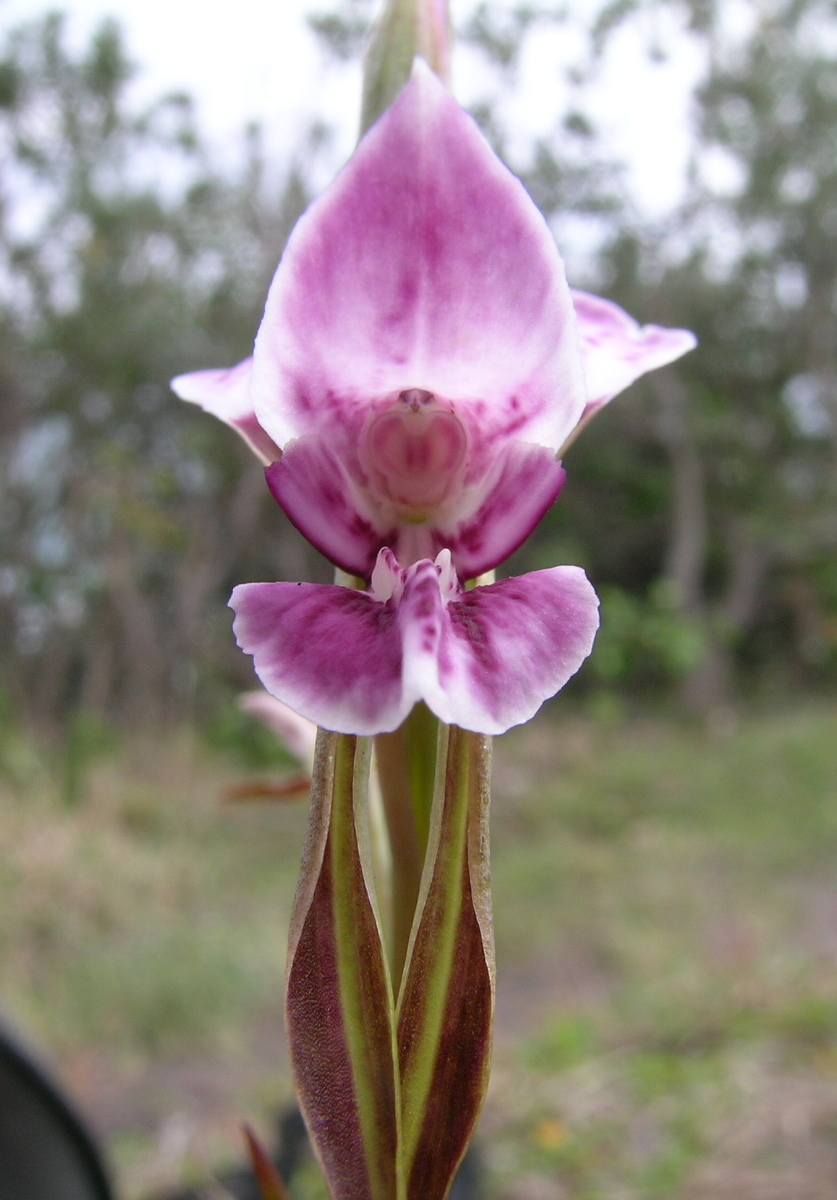